# Brits Antarctisch Territorium
Het Brits Antarctisch Territorium (Engels: British Antarctic Territory) is het Brits overzees gebiedsdeel op het continent en omringende eilanden van Antarctica, en is de oudste opeising van het continent. Al in 1908 werd deze territoriale claim opgenomen in het Britse Rijk. Het Antarctisch Verdrag van 1961 bevriest alle claims op het continent en ze worden op het internationale veld dan ook nadrukkelijk verworpen.  Het bestaat uit Grahamland aan het einde van het Antarctisch Schiereiland (en Alexandereiland), de Zuidelijke Shetlandeilanden en de Zuidelijke Orkneyeilanden. Het gebied heeft geen permanente inwoners, maar meestal zijn er ongeveer honderd onderzoekers en ondersteunend personeel van vooral de British Antarctic Survey aan het werk in het Halley Onderzoeksstation, Rothera Onderzoeksstation, het Signy Onderzoeksstation, Fossil Bluff of buiten.
Chili claimde dit gebied in 1940 (Antártica). In 1943 eiste Argentinië een groot deel van dit gebied ook op. Dit gebied staat bekend als Argentijns Antarctica.
Het Brits Antarctisch Territorium maakte vroeger bestuurlijk deel uit van de Falklandeilanden. Het Antarctisch Verdrag van 1961 verbood het bewonen van de landen onder 60 graden, en deze werden onder een aparte administratie gebracht op 3 maart 1962.
Hoewel er geen permanente bewoners zijn heeft de Britse regering toch postzegels uitgegeven voor dit gebied. Deze zegels bestaan vooral voor de verzamelaars, en worden nu en dan gebruikt door wetenschappers en toeristen die vanuit het gebied post sturen naar de rest van de wereld. Ongeveer 10-20 zegels worden per jaar uitgegeven in verschillende sets. De afbeeldingen verwijzen allemaal naar Antarctisch onderzoek of poolleven.
Meer specifiek rust ook een Britse claim op onder meer het centrale deel van Coatsland.
Alexandereiland · Grahamland · Zuidelijke Orkneyeilanden · Zuidelijke Shetlandeilanden
Akrotiri en Dhekelia · Anguilla · Bermuda · Brits Antarctisch Territorium · Brits Indische Oceaanterritorium · Britse Maagdeneilanden · Falklandeilanden · Gibraltar · Kaaimaneilanden · Montserrat · Pitcairneilanden · Sint-Helena, Ascension en Tristan da Cunha · Turks- en Caicoseilanden · Zuid-Georgia en de Zuidelijke Sandwicheilanden
Brits Kroonbezit: Guernsey · Jersey · Man
Antártica · Argentijns Antarctica · Australisch Antarctisch Territorium · Brits Antarctisch Territorium · Koningin Maudland · Adélieland · Peter I-eiland · Ross Dependency